# Cylisticus iners
Cylisticus iners är en kräftdjursart som beskrevs av Gustav Budde-Lund 1880. Cylisticus iners ingår i släktet Cylisticus och familjen Cylisticidae. Inga underarter finns listade i Catalogue of Life.